# 富山県立石動高等学校
富山県立石動高等学校（とやまけんりつ いするぎこうとうがっこう、英: Toyama Prefectural Isurugi High School）は、富山県小矢部市西町にある公立の高等学校。通称は「石高（いしこう）」。
新設校以外では、富山商業高校とともに県下で初めて男子制服にブレザー＆ネクタイを1987年（昭和62年）度入学生より採用している（同時に女子制服もモデルチェンジした）。

## 設置学科
- 普通科
- 商業科

## 沿革
- 1924年（大正13年）
  - 3月 - 石動町立石動実科高等女学校設立認可。
  - 5月 - 西砺波郡石動町小矢部（現在の中央公民館）で町立石動実科高等女学校開校。
- 1926年（大正15年）4月 - 高等女学校組織変更により富山県石動高等女学校と改称、校章制定。
- 1929年（昭和4年）2月 - 富山県に移管され富山県立石動高等女学校と改称、校歌制定。
- 1937年（昭和12年）12月 - 西砺波郡石動町上野本1112番地（現在地・西町6番33号）に校舎落成。
- 1944年（昭和19年）4月 - 農業科、看護補習教育科設置。
- 1945年（昭和20年）3月 - 附設看護婦養成所と指定。
- 1946年（昭和21年）3月 - 農業科、附設看護婦養成所募集停止。
- 1947年（昭和22年）4月 - 専攻科設置。
- 1948年（昭和23年）
  - 3月 - 専攻科募集停止。
  - 4月- 学制改革により富山県立石動高等学校と改称、同時に地方女子教育振興のため定時制分校を南谷、荒川、西五位、松沢に設置。
  - 5月- 開校記念式挙行。
  - 9月- 新制高等学校の整理統合により男女共学制実施、福岡分校設置。
- 1949年（昭和24年）9月 - 校章制定。
- 1950年（昭和25年）4月 - 家庭科設置、定時制夜間部併設。
- 1953年（昭和28年）
  - 3月 - 定時制夜間部、全日制家庭科募集停止、南谷・福岡・荒川・西五位・松沢分校廃止。
  - 4月 - 南谷分校再設置。
  - 9月 - 福岡分校再設置。
  - 12月 - 校歌制定。
- 1954年（昭和29年）4月 - 定時制夜間部募集復活、全日制家庭科募集。
- 1957年（昭和32年）
  - 1月 - 図書館竣工。
  - 4月 - 家庭科募集停止。
- 1958年（昭和33年）4月 - 家庭科募集、南谷分校募集停止。
- 1960年（昭和35年）4月 - 若林分校が富山県立砺波高等学校より移管される。
- 1961年（昭和36年）4月 - 体育館竣工。
- 1962年（昭和37年）4月 - 商業科設置。
- 1963年（昭和38年）4月 - 福岡分校を若林分校に統合し生活科新設。
- 1964年（昭和39年）
  - 4月 - 全日制家政科募集停止。
  - 8月 - 運動場拡張。
- 1966年（昭和41年）4月 - 若林分校、富山県立富山産業高校小矢部教場と改称（本校より分離）。
- 1968年（昭和43年）3月 - 商業科実習棟竣工。
- 1972年（昭和47年）3月 - 柔剣道場竣工。
- 1974年（昭和49年）
  - 3月 - 定時制募集停止。
  - 4月 - 小矢部産業高等学校、石動高等学校小矢部分校となる。
- 1978年（昭和53年）6月 - 管理棟・教室棟（第1期工事・現校舎・鉄筋）竣工。
- 1979年（昭和54年）
  - 3月 - 甲翔館（野球部雨天練習場）竣工。
  - 6月 - 保健室・教室棟（第2期工事）竣工。
- 1980年（昭和55年）
  - 3月 - 特別教室棟（第3期工事）竣工、前庭舗装。
  - 7月 - 中庭造園。
- 1986年（昭和61年）
  - 3月 - グラウンド全面改修工事竣工。
  - 10月 - 体育館床張替工事竣工。
- 1987年（昭和62年）4月 - 制服改定。
- 1989年（平成元年）3月 - 図書室・礼法室棟竣工。
- 1990年（平成2年）
  - 9月 - 第2体育館並びに渡り廊下竣工。
  - 12月 - グラウンド照明設備竣工。
- 1991年（平成3年）6月 - 自動販売機コーナー寄付採納。
- 1992年（平成4年）3月 - 第2体育館南側空地整備緑化工事竣工、学校拡張用地（第2グラウンド）の取得。
- 1993年（平成5年）3月 - 第2グラウンド造成整備工事竣工。
- 1995年（平成7年）4月 - 小矢部分校（全日制）が富山県立小矢部園芸高等学校（昼間定時制）に名称変更。
- 1999年（平成11年）
  - 2月 - 第1体育館改修工事竣工。
  - 3月 - 甲翔館（野球部雨天練習場）改修工事竣工。
- 2001年（平成13年）
  - 3月 - 商業棟屋上防水工事竣工。
  - 10月 - テニスコート改修工事竣工。
- 2002年（平成14年）3月 - 屋外トイレ竣工。
- 2004年（平成16年）3月 - 児童生徒地域交流施設（セミナーハウス「矢江館」）竣工。
- 2009年（平成21年）2月 - 第1体育館耐震補強工事竣工。
- 2011年（平成23年）3月 - 商業棟耐震補強工事竣工。
- 2012年（平成24年）11月 - 特別教室棟耐震補強工事竣工。
- 2014年（平成26年）1月 - 第2体育館ピロティ改修工事竣工。
- 2015年（平成27年）3月 - 普通教室棟耐震補強工事竣工。
- 2016年（平成28年）3月 - 第1体育館吊り天井等落下防止対策工事竣工。
- 2020年（令和2年）3月 - 第1グラウンド改修工事竣工。
- 2021年（令和3年）4月 - 武道場竣工。
- 2024年（令和6年）10月17日 - 創立100周年を記念し、前庭に建てられた校歌碑の除幕式が挙行される[2]。

## 部活動
ホッケー部が全国の強豪として名高い。
- 男子 -全国タイトル計11回（インターハイ6回・国体3回・全国高校選抜2回）
- 女子 -全国タイトル計13回（インターハイ4回・国体5回・全国高校選抜4回）

野球部においては1978年夏の甲子園（第60回大会）に砺波地区から初出場している。
- 運動部 - 野球、陸上競技、ホッケー（男・女）、バスケットボール（男・女）、バレーボール（女）、ソフトテニス（男・女）、バドミントン（男・女）、卓球、柔道
- 文化部 - 放送、吹奏楽、新聞、英語、科学、美術、音楽、書道、茶道、珠算経理

## 校歌
作詞：田部重治、作曲：小松清

## 出身者
- 前田圭治（ホッケー選手）
- 石田利佳（ホッケー選手）
- 小野真由美（ホッケー選手）
- 村上藍（ホッケー選手）
- 吉川由華（ホッケー選手）
- 桜井森夫（現・小矢部市長）
- 石澤義文（元・福岡町長、現・高岡市商工会長兼全国商工会連合会長）

## アクセス
- あいの風とやま鉄道線石動駅 徒歩約8分
- 加越能バス「石動駅前」停留所 徒歩約8分